# Biblioteca Mary Baker Eddy

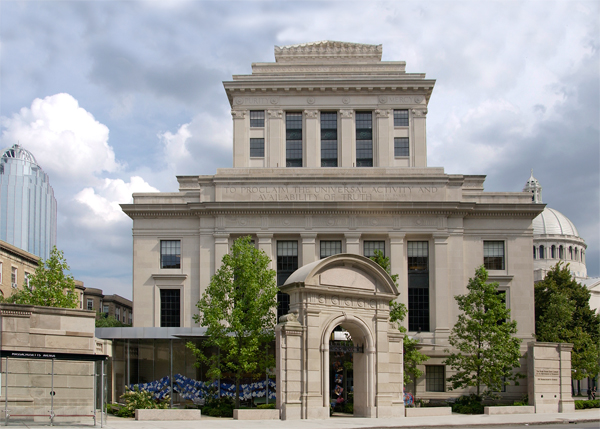
Biblioteca Mary Baker Eddy, en el 200 de la avenida de Massachusetts, Boston

La Biblioteca Mary Baker Eddy es una institución que funciona como museo y centro de investigación. Es depositaria de los documentos personales de Mary Baker Eddy, fundadora de la corriente religiosa denominada ciencia cristiana y de la editorial de la que se sirve para su difusión.
La biblioteca está ubicada en el Centro de Ciencia Cristiana, localizado en la avenida de Massachusetts de Boston, ocupando parte del edificio de once plantas originalmente construido para albergar las instalaciones editoriales de la sociedad. Además del archivo con la correspondencia y los manuscritos de Mary Baker Eddy, la biblioteca contiene otras exposiciones, incluyendo el Mapparium, un globo terráqueo de tres plantas de altura confeccionado con vitrales emplomados, que describe el mundo de 1934, y cuyo interior puede ser visitado.

## Edificio de la Sociedad Editorial de Ciencia Cristiana
El edificio de Sociedad Editorial es uno de los distintos inmuebles del Centro de Ciencia Cristiana. El Centro fue expandido en los años 1970 con un diseño de Araldo Cossutta,  para I. M. Pei & Asociados y Araldo Cossutta, Arquitectos Asociados. El edificio fue revestido de caliza y granito, y su diseño fue concebido por un arquitecto local, Chester Lindsay Churchill. 
Originalmente albergaba todas las actividades editoriales relacionadas con la Iglesia, incluyendo la impresión masiva y el equipamiento de archivos. Los bajorrelieves que adornan el exterior incluyen las palabras Pureza y Piedad (lado de la avenida de Massachusetts), Paz y Fe (frente a la extensión de la Iglesia de la Madre de Dios), y Esperanza y Amor (frente a la calle Clearway), así como versos de la Biblia.

## Mapparium
El Mapparium es la exposición principal de la biblioteca. Es un globo terráqueo hueco de tres plantas de altura, que consta de 608 piezas de vidrio emplomado. Los visitantes pueden acceder a él mediante una pasarela que lo atraviesa de lado a lado. Estando en el centro de la pasarela, puede verse el globo entero sin ninguna de las distorsiones que introducen la mayoría de los mapas.
Otras de las características notables del Mapparium son de hecho completamente involuntarias: su forma esférica y su construcción a base de vidrieras crean múltiples efectos acústicos únicos. Estando en el centro del globo, directamente bajo la Estrella Polar, uno puede oír su propia voz con un sonido envolvente, como si estuviesen hablando en sus oídos. En cualquier extremo de la pasarela, los visitantes pueden también oír perfectamente conversaciones en voz baja mantenidas en el lado opuesto, a 9 metros de distancia, en un efecto denominado "galería de los susurros".
Desde que el Mapparium fuera construido en 1935, ninguno de los tableros ha sido actualizado, a pesar de que uno tuvo que ser reemplazado tras sufrir algunos daños. Los visitantes del Mapparium pueden observar notables diferencias históricas en la configuración de los países, con África representada como un mosaico de colonias y la URSS unida como una sola nación. En 2002, se instaló una iluminación LED alrededor del globo, que combinado con un montaje original de palabras y música, destaca estos puntos y otros cambios importantes en las fronteras internacionales acaecidos desde su creación en 1935.

## Prensa sensacionalista y respuestas radicales
Esta exposición explora la cobertura en los tabloides, a veces sensacionalista, de la vida personal de Mary Baker Eddy y de las motivaciones detrás de su fundación de El Monitor de la Ciencia Cristiana a los 87 años de edad.

## Servicios de Investigación y de Referencia
Los Servicios de Investigación y de Referencia están localizados en el cuarto piso de la Biblioteca y proporcionan acceso a materiales originales que documentan la vida de Mary Baker Eddy y la iglesia que fundó. Las colecciones incluyen cartas, manuscritos, registros organizativos, fotografías, instrumentos, libros, periódicos, presentaciones audiovisuales, y otros materiales disponibles para investigaciones en profundidad.